# Vic-sur-Cère
Vic-sur-Cère é uma comuna francesa na região administrativa de Auvérnia-Ródano-Alpes, no departamento de Cantal. Estende-se por uma área de 29,37 km². Em 2010 a comuna tinha 1 864 habitantes (densidade: 63,5 hab./km²).